# Cirrochroa jiraria
Cirrochroa jiraria är en fjärilsart som beskrevs av Swinhoe 1893. Cirrochroa jiraria ingår i släktet Cirrochroa och familjen praktfjärilar. Inga underarter finns listade i Catalogue of Life.